# Enzo Venturini
Enzo Venturini (La Spezia, 1º febbraio 1941 – Cielo di Podrute, 7 gennaio 1992) è stato un militare italiano.
Fu pilota dell'Aviazione dell'Esercito italiano con il grado di tenente colonnello.
Enzo Venturini morì nell'eccidio di Podrute, venendo abbattuto dal MiG-21 pilotato dall'allora tenente Emir Šišić (oggi maggiore) della "Jugoslovensko ratno vazduhoplovstvo" (aeronautica militare federale iugoslava), quando, assieme ai suoi colleghi, stava volando a bordo di un AB-205 sui cieli tra Varasdino e Zagabria, estremo nord della Croazia, nei pressi del confine con Slovenia ed Ungheria, impegnati a svolgere missioni per il controllo del cessate il fuoco per conto dell'European Community Monitor Mission (ECMM).
Sull'elicottero abbattuto, assieme a lui caddero:
- Marco Matta, sergente maggiore pilota, MOVM;
- Fiorenzo Ramacci, maresciallo capo, MOVM;
- Silvano Natale, maresciallo capo, MOVM.
- Jean-Loup Eychenne,[2] lieutenant de vaisseau (tenente di vascello) della Marine nationale francese

Nella battaglia aerea rimase coinvolto anche un altro elicottero dell'ALE, che riuscì ad evitare il fuoco jugoslavo e ad atterrare indenne in una radura.